# Jones Beach State Park
Jones Beach State Park (umgangssprachlich: Jones Beach) ist ein State Park im südlichen Suffolk County, New York, Nassau County, im Ortsgebiet (hamlet) von Wantagh, auf Jones Beach Island, einer Barriereinsel die mit Long Island durch Meadowbrook State Parkway, Wantagh State Parkway und Ocean Parkway verbunden ist.
Der Park erstreckt sich über eine Länge von 10,5 km (6.5 mi) und ist berühmt für seine Strände, die mit einer Ausnahme (Zachs Bay) auf den offenen Atlantik hinausgehen. Es sind die beliebtesten und am stärksten besuchten Strände des New York Metropolitan Area, mit geschätzten sechs Millionen Besuchern pro Jahr.
Nikon at Jones Beach Theater (Northwell Health at Jones Beach Theater, Jones Beach Theater), eine Openair-Arena im Parkgebiet, wird oft als Veranstaltungsort für Musical- und Konzert-Aufführungen benutzt. Es gibt auch einen 3 km (2 mi) langen Bohlenweg (boardwalk). Ehemals gab es auch weitere Festsäle und Catering-Einrichtungen, die für private Partys und Hochzeiten genutzt wurden; diese wurden allerdings mittlerweile geschlossen.
Jones Beach ist benannt nach Thomas Jones, einem Major der Queens County Militia aus den 1600er Jahren, der eine Walfangstation an der äußeren Küste in der Nähe des gegenwärtigen Parkgebietes errichtet hatte.

## Geschichte

### Gestaltung durch Robert Moses
Der Park wurde während Robert Moses Amtszeit als Präsident der Long Island State Park Commission aufgebaut. Es war Moses’ erstes großes öffentliches Projekt. Der Park entstand als Teil des Baus der Parkways auf Long Island. Jones Beach wurde bewusst ohne private Bebauung geplant und für die große Öffentlichkeit zugänglich gemacht. Dazu mussten auch einige Privathäuser an High Hill Beach auf Booten nach West Gilgo Beach verschifft werden, um mehr Raum für den Park zu schaffen.
Als Moses mit seiner Planungsgruppe das erste Mal Jones Beach Island inspizierte, handelte es sich um eine sumpfige Sandbank, die sich nur 2 ft (70 cm) über den Meeresspiegel erhob. In Stürmischem Wetter wurde die Insel oft komplett überflutet. Daraufhin wurde mit großen Baggern Tag und Nacht gearbeitet um Sand vom Grund der Bucht aufzuschütten, wodurch die Insel schließlich bis auf eine Höhe von 12 ft (3,7 m) anwuchs. Ein weiteres Problem war der Wind, denn der feine silbrige Sand wurde vom Wind leicht verweht und sorgte für heftige Sandböen, die den Arbeitern das Leben schwer machten. Die Nutzung des Strandes als Erholungsort wurde dadurch sehr unwahrscheinlich. Moses schickte Landschaftsarchitekten zu anderen stabilen Stränden auf Long Island, die die Nachricht brachten, dass eine Art Strandgras (Ammophila arenaria), dessen Wurzeln flach im Boden wachsen, die Dünen am Ort hielten und einen Windschutz bildeten. Im Sommer 1928 arbeiteten Tausende daran, von Hand am Strand Gras zu pflanzen.
Viele Gebäude und Strukturen stammen aus den 1920er Jahren und sind daher im Art-déco-Stil gehalten. Im Zentrum eines Kreisverkehrs, den Moses als Endpunkt des Wantagh State Parkway geplant hatte, ließ er einen Wasserturm im Italianate-Stil errichten, der als Zentralobjekt des Parks dient. Außerdem plante er zwei große Badehäuser. Nachdem Moses schon einige Entwürfe für die Badehäuser abgelehnt hatte, wählte er die Entwürfe des jungen und relativ unerfahrenen Herbert Magoon. Moses wählte auch selbst die Baumaterialien aus Ohio Sandstone und Barbizon Brick (Barbizon Ziegel) – zwei der teuersten erhältlichen Materialien in jener Zeit.
Der Park wurde am 4. August 1929 eröffnet, zusammen mit dem Causeway, über den man mit Automobilen von Long Island aus Zugang hat. Der Damm war der erste Abschnitt des entstehenden Wantagh State Parkway. Ungewöhnlich für die Zeit war, dass keine jahrmarktartigen Fahrgeschäfte im Parkgebiet erlaubt waren. Robert Moses hatte ein stilles Anliegen, indem er sein preisgekröntes Naturschutzgebiet weißen, wohlhabenden Amerikanern vorbehalten wollte. Dazu ließ er hunderte von Zugangsbrücken entlang des Highways so niedrig (2,80 m) bauen, dass nur Privatautos durchfahren konnten und nicht die Busse für die ärmere Bevölkerung. Hannah Fry sieht darin ein frühes Beispiel für versteckte Algorithmen.

### Indian Village at Jones Beach

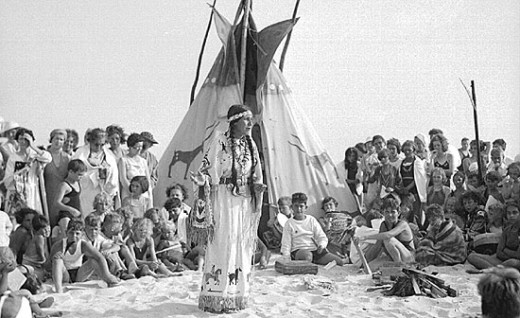
Rosebud Yellow Robe at Jones Beach State Park.

1930 engagierte Robert Moses Rosebud Yellow Robe als Direktorin des Indian Village at Jones Beach State Park (Indianerdorf in JBSP). Yellow Robe wurde ein Star für tausende Kinder, die das Indian Village jeden Sommer von 1930 bis 1950 besuchten.
Das Indian Village war als ein Dorf der Prärie-Indianer (Plains Indian) gestaltet mit drei großen Tipis. Das große Council Tipi (Versammlungszelt) beherbergte einige Museumsvitrinen mit Artefakten vom American Museum of Natural History. Die anderen Tipis dienten als Clubhäuser für die Kinder.
In diesem Themenpark belehrte Yellow Robe zehntausende Schulkinder und mehrere Generationen von New Yorkern über Geschichte und Kultur der Indianer. Hauptsächlich erzählte sie Geschichten und sprach über die Folklore der Lakota und der „Eastern Woodlands tribes“. Rosebud erinnerte sich: „Als ich die ersten Male den Schulklassen in New York Unterricht gab, versteckten sich viele der kleineren Kinder unter ihren Schultischen, denn sie wussten aus Filmen, was ein blutrünstiger skalpierender Indianer ihnen antun könnte.“ 
Yellow Robe kleidete sich in einem Kostüm der Lakota aus dem 19. Jahrhundert: ein Hirschlederkostüm mit Leggings, Mokassins, einem gefiederten Warbonnet (Federhaube), die allerdings gewöhnlich nicht von Frauen getragen wurde. Rosebud vermittelte den Kindern Geschichten und Legenden, die sie zusammen mit ihrer Schwester von ihrem Vater gehört hatte, und zeigte auch Kunsthandwerk, Spiele und Lieder. Jede Saison endete mit der Annual American Indian Art Exhibit (Jährlichen Ausstellung der Amerikanisch-Indianischen Kunst), bei der die Projekte der Kinder ausgestellt und bewertet wurden. Die Gewinner erhielten authentische Artefakte der Native Americans, die dann in den teilnehmenden Schulen ausgestellt wurden.
Während der Winterzeit besuchte Yellow Robe Schulen und Bibliotheken, um dort Geschichten zu erzählen. Im Sommer 1932 veranstaltete Rosebud eine Zeremonie, die sie als Peace Council Fire (Friedens-Rats-Feuer) bezeichnete, zu der allein etwa 1000 Personen kamen, darunter 300 Kinder.

## Gelände und Einrichtungen

### Ozean-Strände und Buchtstrand
Jones Beach State Park verfügt über 10,5 km Stränden, die auf den offenen Atlantik hinausgehen und einen Strand, Zachs Bay, mit einer Länge von 800 m, der zum Baden in ruhigem Wasser angelegt wurde. Nach dem Americans with Disabilities Act wurden viele der Einrichtungen behindertengerecht gestaltet.

### Gebäude

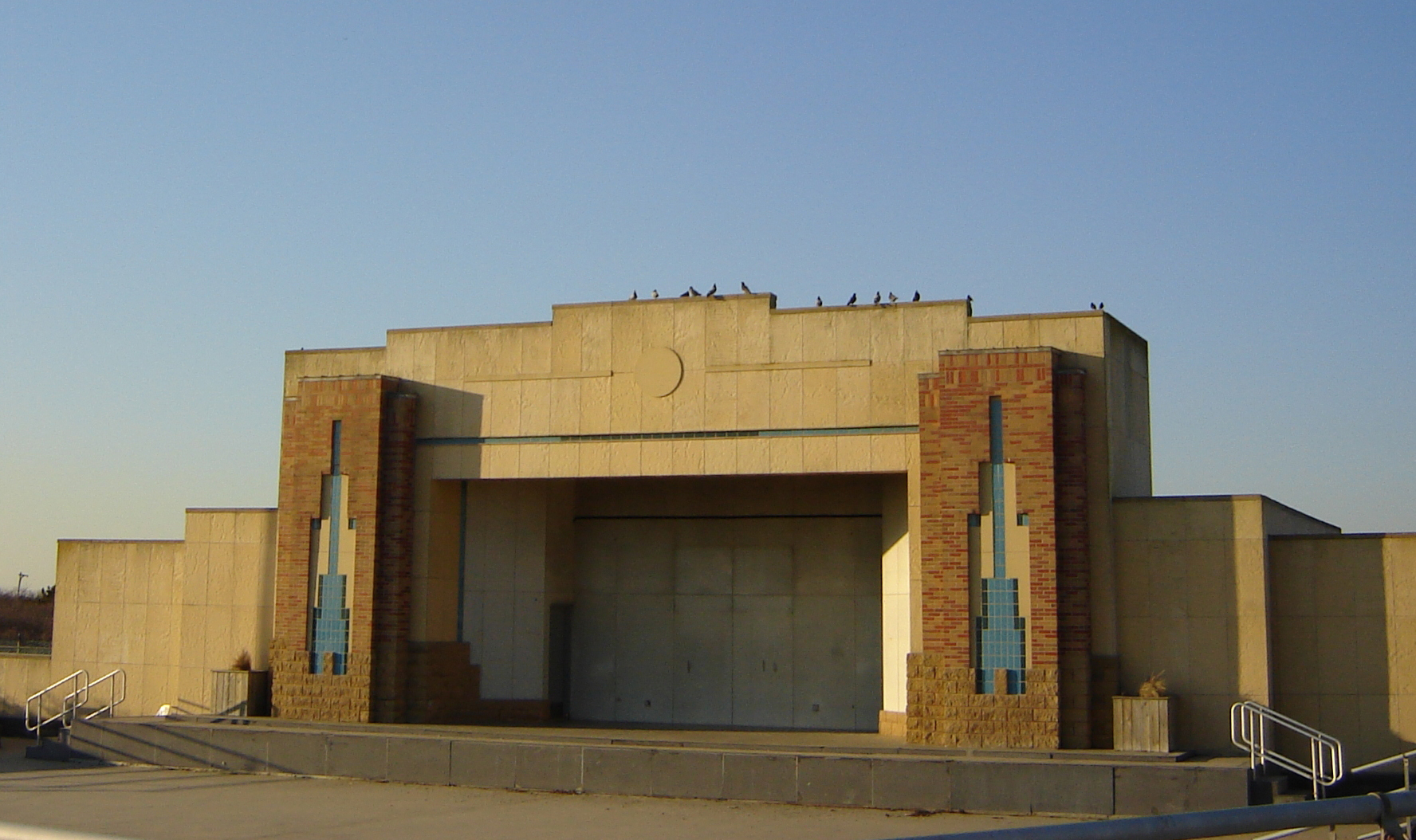
The Jones Beach Boardwalk Bandshell

Die Hauptgebäude sind die beiden großen Badehäuser (West und Ost) und der große Wasserturm, die nach den Vorgaben von Moses errichtet wurden. Der Wasserturm mit einer Höhe von 188 ft (57 m) wurde 1930 errichtet nach dem Vorbild des Markusturms in Venedig und 2010 für $6,1 Millionen aufwändig restauriert. Auch die großen Mosaiken des Central Mall Walkway am Wasserturm wurden 2015 für $177.000 restauriert, nachdem bereits 2014 ein Erneuerungsplan mit einer Gesamtsumme von $65 Millionen verabschiedet worden war.
Außerdem beherbergt der Park auch die Jones Beach Boardwalk Bandshell (Jones Beach Planken-Bühne), die für Musikveranstaltungen genutzt wird. Sie steht bei Parking Field 4.

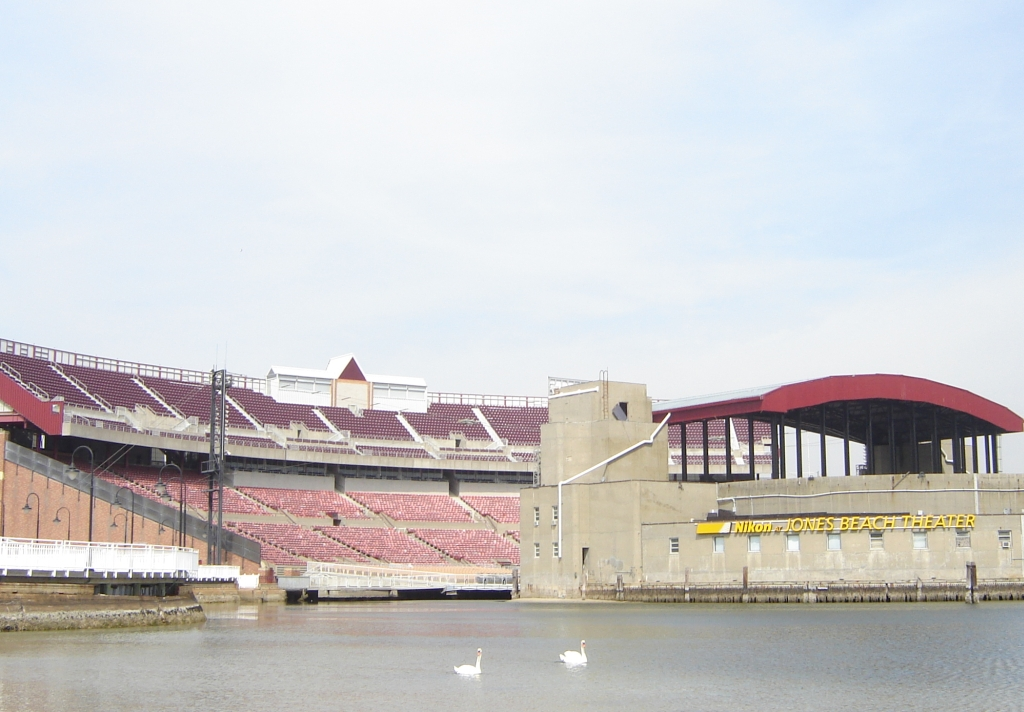
Nikon at Jones Beach Theater.

800 m nördlich des Strandes, oberhalb von Zachs Bay, steht das Nikon at Jones Beach Theater, (früher: Jones Beach Marine Theater, Northwell Health at Jones Beach Theater, dt. Northwell Health-Zentrum im Jones-Beach-Theater). Dieses Amphitheater eröffnete 1952 und fasst 15.200 Personen. In den Sommermonaten werden dort zahlreiche Konzerte veranstaltet. Der hölzerne Vorgängerbau von 1930 wurde in einem schweren Hurrikan 1937 zerstört.
Ein Pitch & Putt-Platz (par 3) liegt zwischen dem Bohlenweg und dem Atlantik. Basketball-, Paddle-Tennis- und Shuffleboard-Anlagen sind ebenfalls vorhanden.

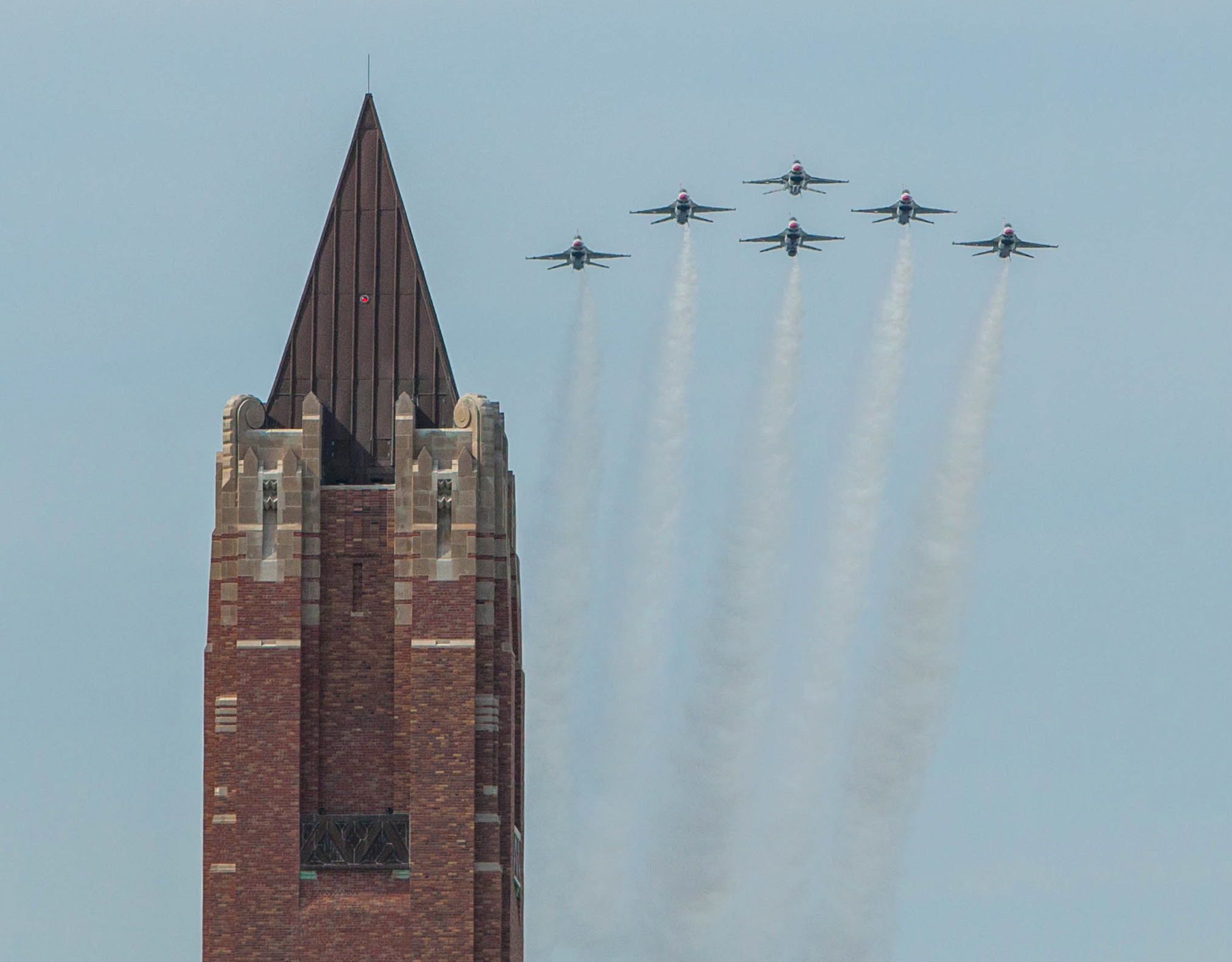
Die USAF Thunderbirds, passieren den Wasserturm während der Bethpage Air Show, 2015.

Seit 2004 wird an Jones Beach die Bethpage Air Show abgehalten. Die Flugshow findet gewöhnlich am letzten Maiwochenende, dem Wochenende der Memorial Day statt. Es handelt sich um eine der größten Show in den Vereinigten Staaten, die allein 2015 231.000 Besucher anzog.

### Restaurants und Kioske
Entlang des Bohlenwegs werden in der Saison viele Kioske aufgebaut, aber nur wenige bleiben auch nach der Saison geöffnet. Strand-Bars und Festveranstaltungen gibt es inzwischen nicht mehr.
Ursprünglich gab es das The Boardwalk Cafe, ein großes Restaurant mit Meerblick. Es wurde 1966 gebaut und 2004 aufgrund von Erosionsschäden wieder abgerissen. Es gab Pläne als Ersatz ein $40 Millionen teures Restaurant zu errichten mit 1500 Sitzplätzen und 6500 m² Fläche, das so genannte „Trump on the Ocean“ im Besitz von Donald Trump und mit Bewirtschaftung durch den Impresario Steven Carl. Das Projekt wurde jedoch jahrelang durch Gerichtsverfahren über Genehmigungen für die geplanten Fundamente aufgehalten und wurde schließlich nach dem Hurrikan Sandy endgültig aufgegeben.
Im West Bath House beherbergte ein Eiscafé der Kette Friendly’s.

### Swimmingpools
Robert Moses Plan sah ursprünglich vor, zwei Swimmingpools für die Öffentlichkeit an Jones Beach zugänglich zu halten: Den West Bath House Pool und den East Bath House Pool. Während der West Bath House Pool offen ist, erzwangen finanzielle Engpässe die Schließung des East Bath House Pool 2009. Im Zuge der Genehmigung der Renovierungsarbeiten 2014, wurde bekannt gegeben, dass das West Bath House $7 Millionen erhalten soll für Renovierungsarbeiten und die Verantwortlichen haben ihren Wunsch ausgedrückt, auch das East Bath House wieder zu eröffnen.

### Theodore Roosevelt Nature Center
Das Theodore Roosevelt Nature Center zeigt in seiner Ausstellung verschiedene marine Lebensräume und ist verantwortlich für die Schutzzonen: das South Shore Estuary Reserve, die Küste und die Dünengebiete. Im Gebäude des Zentrums können Kinder lebende Meereslebewesen betasten und mit einem Mikroskop arbeiten; im Außenbereich können Besucher Walknochen in der Discovery Bone Cove ausgraben, den Butterfly Garden (Schmetterlingsgarten) erkunden, oder ein Schiffsunglück beobachten. Das Zentrum bietet auch geführte Touren an.

### Parking fields
Parkmöglichkeiten boten ursprünglich West End 1 (1992 ersetzt durch das Theodore Roosevelt Nature Center) und West End 2, im westlichsten Teil des State Parks beim Bootsanleger von Jones’ Inlet. West End 2 ist mittlerweile ein ausgewiesenes Surfgebiet, wurde aber im April 2009 aufgrund der Finanzkrise des Staates offiziell geschlossen.

## Anfahrt

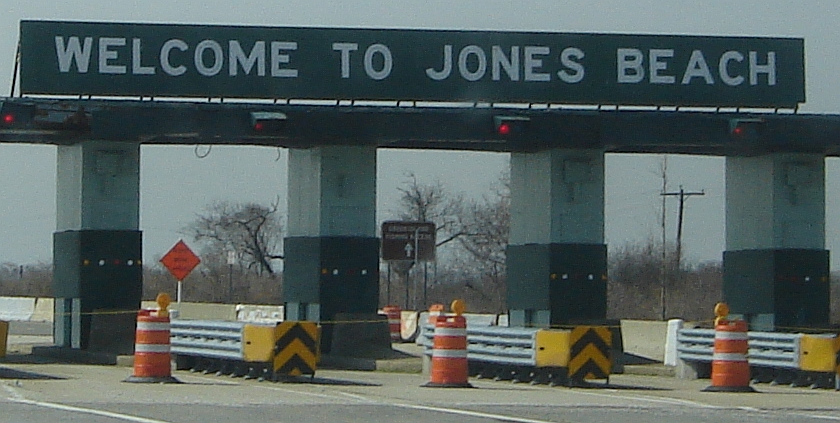
Jones Beach Toll Plaza on the Wantagh Parkway

Jones Beach kann man mit dem Auto, Boot, Fahrrad und in der Saison mit dem Bus erreichen. Die meisten Besucher kommen mit dem Auto über den Meadowbrook State Parkway oder den Wantagh State Parkway; ein weiterer Zugang wird durch den Ocean Parkway ermöglicht. Viele Besucher kommen auch mit dem Zug mit der Long Island Rail Road (LIRR) über Freeport und nehmen von dort den Bus. Bei Bootsbesitzern sind die Ankerplätze in Zachs Bay besonders beliebt.
Ein Greenway entlang des Wantagh State Parkway bietet Radfahrern, Spaziergängern und Rollschuhfahrern die Möglichkeit bis zum 4 mi (6,4 km) entfernten Cedar Creek County Park an der Merrick Road zu gelangen. Ein ähnlicher Grünzug nach Long Beach ist in Planung.
Parkgebühren werden erhoben, ein New York State Empire Passport ($65) kann jedoch als Freikarte genutzt werden. Die sechs Haupt-Parkplätze entlang des Bohlenwegs fassen ca. 14.300 Fahrzeuge.